# A4 (motorväg, Kroatien)
A4 är en motorväg i Kroatien som går från huvudstaden Zagreb till Goričan vid den kroatisk-ungerska gränsen. Där ansluter den till M7 vars slutdestination är den ungerska huvudstaden Budapest. Motorvägen är en del av E65 och E71 samt utgör även en av de paneuropeiska transportkorridorerna. 
A4 är 97 km lång och slutfördes 2008. Den sammanbinder flera orter i nordöstra Kroatien och Zagorjeregionen, däribland Varaždin och Čakovec, med Zagreb. Den har två körfält i vardera riktning och är avgiftsbelagd. 